# Octan
Octan ist eine farblose Flüssigkeit, die zu den Alkanen zählt. In der Chemie wird es entsprechend den aktuellen Nomenklaturregeln als Octan geschrieben, in Deutschland wird jedoch oft – gerade im Zusammenhang mit der Oktanzahl – die veraltete Schreibweise Oktan bevorzugt. Es handelt sich um den unverzweigten Vertreter der 18 Isomere der Octane.

## Eigenschaften
Octan ist eine klare, farblose Flüssigkeit mit einem Schmelzpunkt von −57 °C und einem Siedepunkt von 126 °C. In Wasser sind nur 0,7 mg/l löslich. Es kommt als Bestandteil von Erdöl vor und ist wassergefährdend (WGK 2).

### Sicherheitstechnische Kenngrößen
Octan bildet entzündliche Dampf-Luft-Gemische. Die Verbindung hat einen Flammpunkt bei 12 °C. Der Explosionsbereich liegt zwischen 0,8 Vol.‑% (38 g/m3) als untere Explosionsgrenze (UEG) und 6,5 Vol.‑% (310 g/m3) als obere Explosionsgrenze (OEG). Entsprechend der Dampfdruckfunktion ergibt sich ein unterer Explosionspunkt von 11 °C. Die Grenzspaltweite wurde mit 0,89 mm bestimmt. Es resultiert damit eine Zuordnung in die Explosionsgruppe IIA. Die Zündtemperatur beträgt 205 °C. Der Stoff fällt somit in die Temperaturklasse T3.

## Hinweis
Die Klopffestigkeit von Ottokraftstoffen wird mithilfe der Oktanzahl angegeben. Namensgebend hierfür ist das iso-Octan (2,2,4-Trimethylpentan), das definitionsgemäß einer Oktanzahl von 100 entspricht.